# Eulàlia de Borbó
Maria Eulàlia de Borbó i de Borbó (Madrid 1864 - Irun 1958) va ser una infanta d'Espanya amb el tractament d'altesa reial que per matrimoni esdevingué princesa d'Orleans i duquessa consort de Galliera.

## Primers anys
Va néixer a Madrid el 12 de febrer de 1864, filla de la reina Isabel II i del seu consort, Francesc d'Assís de Borbó, tot i que extraoficialment s'afirmava que era filla de Miguel Tenorio de Castilla, amant de la reina. Es va educar al col·legi del Sagrat Cor de París, durant l'exili dels seus pares. Amb la restauració de la monarquia el 1874, es va instal·lar a El Escorial, després a Sevilla i més tard a Madrid.

## Viatge oficial a Amèrica
El 1892, arran d'una petició del president dels Estats Units, Groover Cleveland, sol·licitant que un membre de la família reial visités l'Exposició Universal de Chicago, amb motiu dels 400 anys del descobriment d'Amèrica, la Casa Reial i el Govern –en un moment en què les relacions amb els estatunidencs eren tenses– van decidir enviar la infanta Eulàlia. La decisió es va basar en el tarannà i la seva formació intel·lectual.
La infanta faria estada primer a Canàries i, des d'allà, va marxar a Cuba, que encara era colònia espanyola. Eulàlia va preparar-se la visita a consciència i va provocar un gran desconcert en el president Antonio Cánovas: va reunir-se amb els insurgents cubans desterrats a Madrid, va criticar la postura política del govern espanyol respecte l'illa, i va llegir gran varietat de capçaleres de premsa cubana, seguint els consell d'Antoni Maura.
En arribar a Cuba les autoritats espanyoles i cubanes van quedar estupefactes en veure que la infanta portava un vestit que combinava els colors de la bandera independentista cubana. Eulàlia es va fer càrrec dels problemes reals cubans, malgrat els intents del capità general, Alejandro Rodríguez Arias, de mostrar-li només la panoràmica oficial.
Després viatjà a Washington, on va ser rebuda amb honors pel president Cleveland i la societat americana. El periple americà va ser tot un èxit per a la infanta, més en el terreny personal que no pas en el polític. En tornar a Espanya, va causar desassossec a palau i a la classe política amb les seves opinions sobre la realitat cubana.

## Matrimoni
Es va casar el 6 de març de 1886 amb el príncep Antoni d'Orleans, amb qui va tenir tres fills:
- Alfons (Madrid, 1886 - Sanlúcar de Barrameda, 1943), duc de Galliera
- Lluís Ferran (Madrid, 1888 - París, 1943)
- Roberta (Madrid, 1890)

Va esdevenir duquessa consort de Galliera el 24 de març de 1895.

## Memòries
La infanta va escriure un llibre de memòries titulat Memorias de Doña Eulalia de Borbón ex-infanta de España, del 1864 al 1931, on relata no sols la vida de la família reial espanyola i de l'ambient de palau i la cort, sinó també esdeveniments anteriors al seu naixement. Les seves memòries van ser publicades simultàniament el 1935 a Barcelona i París, on ella estava instal·lada. La publicació del llibre va fer que des del Palau Reial se li atribuïssin idees antireligioses i subversives, i titllada de republicana, i de fet es va ordenar el tancament de la frontera per a ella fins a la Primera Guerra Mundial, però ella va preferir quedar-se a la capital francesa.

## Mort
Va morir el 8 de març de 1958 a Irun.